# Галле-Мерзебург (провінція)
Галле-Мерзебург (нім. Halle-Merseburg) — провінція Пруссії у складі Німеччини. Існувала у 1944—1945 роках. Адміністративний центр – місто Мерзебург. Створена в 1944 році в ході реформи з приведення до одноманітності кордонів адміністративних одиниць з партійними гау. Сьогодні територія провінції входить у сучасну землю Саксонія-Анхальт.

## Історія
Указом фюрера від 1 квітня 1944 року з метою приведення до одноманітності кордонів провінцій з партійними гау провінція Саксонія (Саксонія) була скасована.  Адміністративний округ Мерзебург був проголошений самостійною провінцією Галле-Мерзебург. Обер-президентом провінції був призначений гауляйтер гау Галле-Мерзебург Йоахім Еггелінг.
Крім того, згідно указу, колишній саксонський адміністративний округ Магдебург також ставав самостійною провінцією Магдебург.  Адміністративний округ Ерфурт, що складався із кількох територіально не пов'язаних між собою районів, переходив у пряме підпорядкування рейхсштатгальтеру Тюрингії. Указ набув чинності з 1 липня 1944 року.
Нова провінція Галле-Мерзебург проіснувала недовго. Рівно через рік у липні 1945 року указом Радянської військової адміністрації в Німеччині провінції Галле-Мерзебург і Магдебург разом з Анхальтом були об'єднані в нову провінцію Саксонія, яка була 1946 перейменована в провінцію Саксонія-Анхальт і в 1947 після ліквідації прусської держави переведена в ранг самостійної землі. Державність Анхальта була, таким чином, остаточно ліквідована. Територія округу Ерфурт була включена до сучасної землі Тюрингія.

## Обер-президенти
Провінція за її недовгу історію мала одного обер-президента.
| Роки      | Обер-президент  | Партія |
| --------- | --------------- | ------ |
| 1944-1945 | Йоахім Еггелінг | НСДАП  |